# Voetbal op de Olympische Zomerspelen 1988
Voetbal is een van de sporten die beoefend werden tijdens de Olympische Zomerspelen 1988 in Seoel.

## Kwalificatie
| Toernooi             | Werelddeel                 | Plaatsen | Geplaatste landen                                              |
| -------------------- | -------------------------- | -------- | -------------------------------------------------------------- |
| Kwalificatietoernooi | Automatisch                | 1        | Zuid-Korea (gastland)                                          |
| Kwalificatietoernooi | Europa                     | 5        | Italië Zweden Bondsrepubliek Duitsland Sovjet-Unie Joegoslavië |
| Kwalificatietoernooi | Azië                       | 2 (+1)   | China Irak                                                     |
| Kwalificatietoernooi | Afrika                     | 3        | Nigeria Tunesië Zambia                                         |
| Kwalificatietoernooi | Noord- en Centraal Amerika | 2        | Verenigde Staten Mexico Guatemala (verving Mexico)             |
| Kwalificatietoernooi | Zuid-Amerika               | 2        | Brazilië Argentinië                                            |
| Kwalificatietoernooi | Oceanië                    | 1        | Australië                                                      |
| Totaal               | Totaal                     | 16       |                                                                |

## Scheidsrechters
Afrika
- Jean-Fidele Diramba
- Baba Laouissi
- Badara Sene

Azië
- Jamal Al Sharif
- Choi Gil-Soo
- Mandi Jassim
- Shizuo Takada

Zuid-Amerika
- Juan Cardellino
- Arnaldo Coelho
- Jesús Díaz
- Juan Loustau
- Hernán Silva

Noord-Amerika
- Edgardo Codesal
- Lennox Sirjuesingh
- Vincent Mauro

Europa
- Gérard Biguet
- Keith Hackett
- Kenny Hope
- Kurt Röthlisberger
- Tullio Lanese
- Michał Listkiewicz
- Karl-Heinz Tritschler
- Alexey Spirin

Oceanië
- Chris Bambridge

## Heren

### Groepsfase

#### Groep A
| datum        | tijd  | land    |       | land                     |
| ------------ | ----- | ------- | ----- | ------------------------ |
| 17 september | 17:00 | China   | 0 – 3 | Bondsrepubliek Duitsland |
| 17 september | 19:00 | Zweden  | 2 – 2 | Tunesië                  |
| 19 september | 17:00 | Tunesië | 1 – 4 | Bondsrepubliek Duitsland |
| 19 september | 19:00 | Zweden  | 2 – 0 | China                    |
| 21 september | 17:00 | Tunesië | 0 – 0 | China                    |
| 21 september | 19:00 | Zweden  | 2 – 1 | Bondsrepubliek Duitsland |

| Rang | Land                     | Wed | W | G | V | DV | DT |    | Ptn |
| ---- | ------------------------ | --- | - | - | - | -- | -- | -- | --- |
| 1    | Zweden                   | 3   | 2 | 1 | 0 | 6  | 3  | 3  | 5   |
| 2    | Bondsrepubliek Duitsland | 3   | 2 | 0 | 1 | 8  | 3  | 5  | 4   |
| 3    | Tunesië                  | 3   | 0 | 2 | 1 | 3  | 6  | -3 | 2   |
| 4    | China                    | 3   | 0 | 1 | 2 | 0  | 5  | -5 | 1   |

#### Groep B
| datum        | tijd  | land   |       | land      |
| ------------ | ----- | ------ | ----- | --------- |
| 17 september | 19:00 | Zambia | 2 – 2 | Irak      |
| 17 september | 17:00 | Italië | 5 – 2 | Guatemala |
| 19 september | 19:00 | Irak   | 3 – 0 | Guatemala |
| 19 september | 17:00 | Zambia | 4 – 0 | Italië    |
| 21 september | 17:00 | Zambia | 4 – 0 | Guatemala |
| 21 september | 19:00 | Irak   | 0 – 2 | Italië    |

| Rang | Land      | Wed | W | G | V | DV | DT |     | Ptn |
| ---- | --------- | --- | - | - | - | -- | -- | --- | --- |
| 1    | Zambia    | 3   | 2 | 1 | 0 | 10 | 2  | 8   | 5   |
| 2    | Italië    | 3   | 2 | 0 | 1 | 7  | 6  | 1   | 4   |
| 3    | Irak      | 3   | 1 | 1 | 1 | 5  | 4  | 1   | 3   |
| 4    | Guatemala | 3   | 0 | 0 | 3 | 2  | 12 | -10 | 0   |

#### Groep C
| datum        | tijd  | land             |       | land             |
| ------------ | ----- | ---------------- | ----- | ---------------- |
| 18 september | 17:00 | Zuid-Korea       | 0 – 0 | Sovjet-Unie      |
| 18 september | 19:00 | Verenigde Staten | 1 – 1 | Argentinië       |
| 20 september | 17:00 | Zuid-Korea       | 0 – 0 | Verenigde Staten |
| 20 september | 19:00 | Sovjet-Unie      | 2 – 1 | Argentinië       |
| 22 september | 17:00 | Zuid-Korea       | 1 – 2 | Argentinië       |
| 22 september | 17:00 | Sovjet-Unie      | 4 – 2 | Verenigde Staten |

| Rang | Land             | Wed | W | G | V | DV | DT |    | Ptn |
| ---- | ---------------- | --- | - | - | - | -- | -- | -- | --- |
| 1    | Sovjet-Unie      | 3   | 2 | 1 | 0 | 6  | 3  | 3  | 5   |
| 2    | Argentinië       | 3   | 1 | 1 | 1 | 4  | 4  | 0  | 3   |
| 3    | Zuid-Korea       | 3   | 0 | 2 | 1 | 1  | 2  | -1 | 2   |
| 4    | Verenigde Staten | 3   | 0 | 2 | 1 | 3  | 5  | -2 | 2   |

#### Groep D
| datum        | tijd  | land        |       | land        |
| ------------ | ----- | ----------- | ----- | ----------- |
| 18 september | 19:00 | Brazilië    | 4 – 0 | Nigeria     |
| 18 september | 17:00 | Australië   | 1 – 0 | Joegoslavië |
| 20 september | 17:00 | Joegoslavië | 3 – 1 | Nigeria     |
| 20 september | 19:00 | Australië   | 0 – 3 | Brazilië    |
| 22 september | 19:00 | Joegoslavië | 1 – 2 | Brazilië    |
| 22 september | 19:00 | Australië   | 1 – 0 | Nigeria     |

| Rang | Land        | Wed | W | G | V | DV | DT |    | Ptn |
| ---- | ----------- | --- | - | - | - | -- | -- | -- | --- |
| 1    | Brazilië    | 3   | 3 | 0 | 0 | 9  | 1  | 8  | 6   |
| 2    | Australië   | 3   | 2 | 0 | 1 | 2  | 3  | -1 | 4   |
| 3    | Joegoslavië | 3   | 1 | 0 | 2 | 4  | 4  | 0  | 2   |
| 4    | Nigeria     | 3   | 0 | 0 | 3 | 1  | 8  | -7 | 0   |

### Kwartfinales
| datum        | tijd  | land        |              | land                     |
| ------------ | ----- | ----------- | ------------ | ------------------------ |
| 25 september | 19:00 | Zweden      | 1 – 2 (n.v.) | Italië                   |
| 25 september | 17:00 | Zambia      | 0 – 4        | Bondsrepubliek Duitsland |
| 25 september | 17:00 | Sovjet-Unie | 3 – 0        | Australië                |
| 25 september | 19:00 | Brazilië    | 1 – 0        | Argentinië               |

### Halve finales
| datum        | tijd  | land                     |                       | land        |
| ------------ | ----- | ------------------------ | --------------------- | ----------- |
| 27 september | 17:00 | Italië                   | 2 – 3                 | Sovjet-Unie |
| 27 september | 20:00 | Bondsrepubliek Duitsland | 1 – 1 (n.v.) 2-3 pen. | Brazilië    |

### Troostfinale
|                        |        |                                                                   |                |                                                                                  |
| 30 september 19:00 uur | Italië | 0 – 3                                                             | West-Duitsland | Olympisch Stadion, Seoul Toeschouwers: 61.000 Scheidsrechter: Juan Loustau (ARG) |
| 30 september 19:00 uur |        | 5' Jürgen Klinsmann 18' Gerhard Kleppinger 68' Christian Schreier |                | Olympisch Stadion, Seoul Toeschouwers: 61.000 Scheidsrechter: Juan Loustau (ARG) |

### Finale
|                     |                                                |       |             |                                                                                   |
| 1 oktober 19:00 uur | Sovjet-Unie                                    | 2 – 1 | Brazilië    | Olympisch Stadion, Seoul Toeschouwers: 74.000 Scheidsrechter: Gérard Biguet (FRA) |
| 1 oktober 19:00 uur | Igor Dobrovolski 60' (pen.) Yury Savichev 103' |       | 29' Romário | Olympisch Stadion, Seoul Toeschouwers: 74.000 Scheidsrechter: Gérard Biguet (FRA) |

### Eindrangschikking
| rang   | land                     |
| ------ | ------------------------ |
| Goud   | Sovjet-Unie              |
| Zilver | Brazilië                 |
| Brons  | Bondsrepubliek Duitsland |
| 4      | Italië                   |